# Maria Sisternas
Maria Sisternas Tusell, (Barcelona, 1981) és una arquitecta catalana, directora de l'Institut Català del Sòl entre 2022 i 2024.

## Trajectòria
És arquitecta per l'Escola Tècnica Superior d’Arquitectura de Barcelona (UPC) i Màster en Disseny Urbà i Ciències Socials per la London School of Economics, gràcies al programa de beques de la Fundació de Caja Madrid.
Va iniciar l’etapa professional amb el projecte guanyador per a 92 habitatges protegits a Loma del Colmenar, Ceuta, del Concurs “Hacemos Ciudad – Proyecto Viva” convocat per SEPES l’any 2006, amb Marta Oristrell. Més tard, va contribuir a redactar projectes estratègics a ciutats mediterrànies com a responsable de projectes de la xarxa de ciutats mediterrànies Medcités. Entre el 2012 i el 2015, va exercir com a directora de projectes d’Hàbitat Urbà de l'Ajuntament de Barcelona, impulsant projectes de transformació de barris i espai públic amb els departaments de Projectes Urbans, Participació ciutadana i Prospectiva Urbana.
Fins al 2022, fou responsable de Mediaurban, l’Agència de Continguts Urbans del Grup Mediapro. Ha impulsat dues promocions d’habitatges socials en dret de superfície, ha participat en la redacció de diversos treballs urbanístics i ha produït diversos continguts divulgatius sobre temàtiques urbanes. Ha guanyat diverses convocatòries del concurs Europan a Santander, Lisboa i Madrid, amb un projecte per transformar els entorns de l’actual Hospital Infanta Leonor en un Campus de Salut integrat al “Bosque Metropolitano”.
Ha col·laborat amb persones i entitats d’experteses diverses de l’àmbit de l’arquitectura, el dret, l’economia, la sostenibilitat, les ciències socials i la construcció, procurant aportar sempre una mirada constructiva i operativa, i en particular, s’ha interessat per la problemàtica de l’assequibilitat de l’habitatge. Ha treballat per a ciutats petites i grans, caminant-hi i intentant comprendre’n l’evolució històrica.
Ha contribuït a la redacció de l’estratègia Catalunya 2022, a la secció d’opinió del diari Ara i ha publicat articles a “El món d’ahir”, les notes internacionals del CIDOB, el think tank finès “Sitra” i altres publicacions especialitzades. Ha estat docent al grau d’Arquitectura de la UdG. Entre 2022 i 2024 fou directora de l'Incasòl.